# Amblystegiella pseudoconfervoides
Amblystegiella pseudoconfervoides là một loài rêu trong họ Amblystegiaceae. Loài này được Kindb. Broth. mô tả khoa học đầu tiên năm 1908.